# Geodena sphingifascies
Geodena sphingifascies là một loài bướm đêm trong họ Geometridae.